# Couture-Saint-Germain
Couture-Saint-Germain (Waals: Coûteure-Sint-Djermwin) is een dorp in de Belgische provincie Waals-Brabant en een deelgemeente van Lasne. Couture-Saint-Germain was tot 1 januari 1977 een zelfstandige gemeente.

## Bezienswaardigheden
- Restanten van de Abdij van Aywiers met de Porte Sainte-Lutgarde van 1770, het Château d'Anwiers, het portiersgebouw en een kloostervleugel, uit de 18e eeuw.
- De Sint-Germanuskerk (Église Saint-Germain) is een bakstenen neoclassicsistische kerk van 1842.

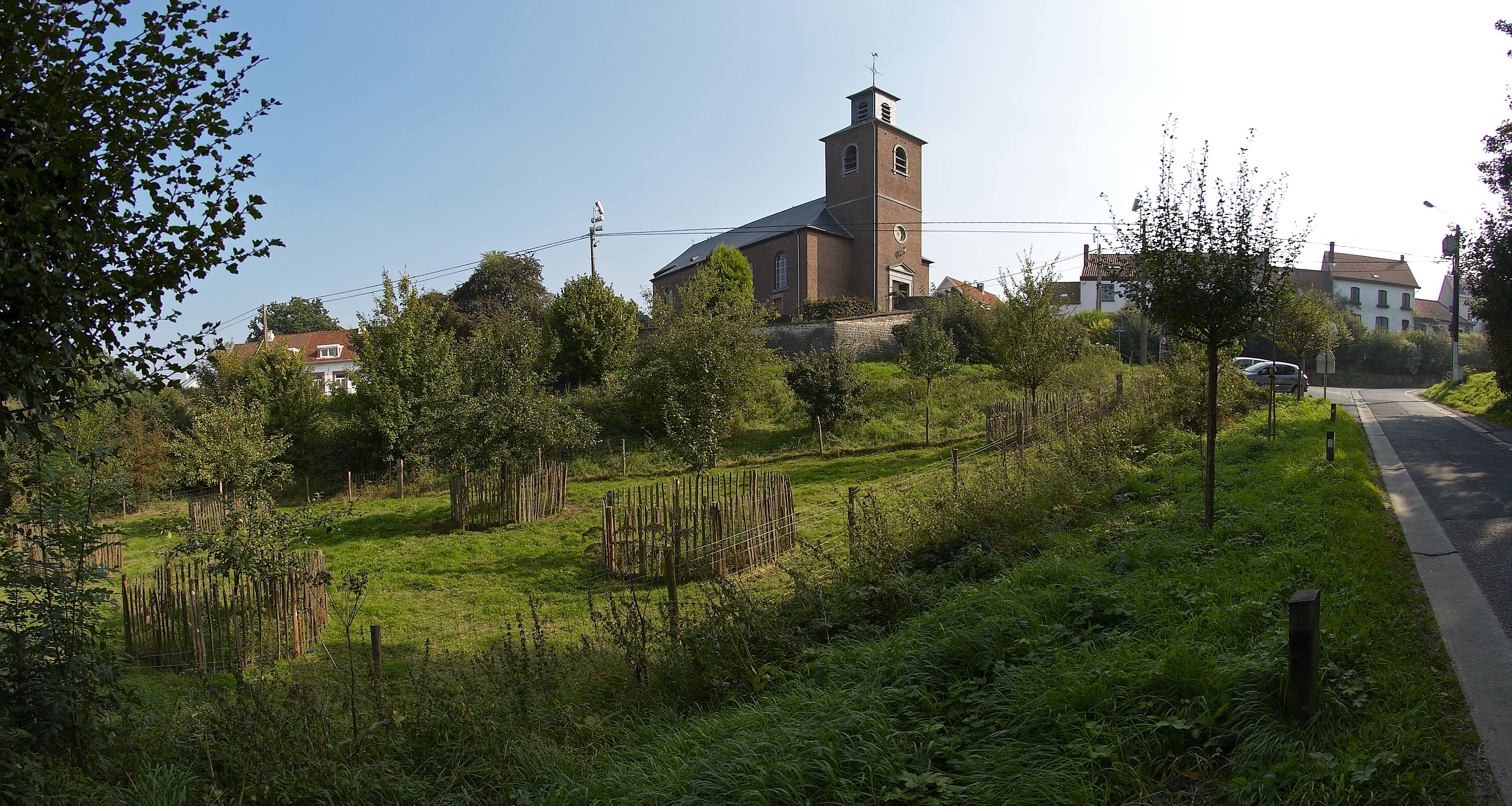
Sint-Germanuskerk

## Natuur en landschap
Couture-Saint-Germain ligt aan de Laan. In het zuiden ligt het Bois de Couture-Saint-Germain. De hoogte aan de kerk bedraagt 99 meter.

## Demografische ontwikkeling
- Bronnen:NIS, Opm:1831 tot en met 1970=volkstellingen, 1976= inwonersaantal op 31 december

## Politiek
Couture-Saint-Germain had een eigen gemeentebestuur en burgemeester tot de fusie van 1977. Burgemeesters waren:
- 1959-1976 : Armand Beauclercq (PSB)

## Nabijgelegen kernen
Lasne, Chapelle-Saint-Lambert, Céroux-Mousty, Maransart, Plancenoit
Deelgemeenten: Couture-Saint-Germain · Lasne-Chapelle-Saint-Lambert · Maransart · Ohain · Plancenoit

Overige kernen: Chapelle-Saint-Lambert · Lasne · Ransbeck

Belgische gemeenten · Arrondissement Nijvel · Waals-Brabant · Wallonië